# Usbeca kulmburgi
Usbeca kulmburgi är en fjärilsart som beskrevs av Hans Rebel 1918. Usbeca kulmburgi ingår i släktet Usbeca och familjen nattflyn. Inga underarter finns listade i Catalogue of Life.